# Yuhei Tokunaga
Yuhei Tokunaga (født 25. september 1983) er en japansk fodboldspiller.

## Japans fodboldlandshold
| Japans landshold | Japans landshold | Japans landshold |
| År               | Kmp              | Mål              |
| ---------------- | ---------------- | ---------------- |
| 2009             | 5                | 0                |
| 2010             | 2                | 0                |
| 2011             | 0                | 0                |
| 2012             | 0                | 0                |
| 2013             | 2                | 0                |
| Total            | 9                | 0                |